# Valeria jaspidea
Valeria jaspidea är en fjärilsart som beskrevs av Charles Joseph de Villers 1789. Valeria jaspidea ingår i släktet Valeria och familjen nattflyn. Inga underarter finns listade i Catalogue of Life.